# Matajur
Matajur (furlansko Mataiûr, staroversko ime Velika Baba) je mejna gora med Slovenijo in Italijo. Dviga se nad Kobariško kotlino in Beneško Slovenijo. Vrh je visok 1642 metrov in leži na italijanski strani hriba. Najvišja točka slovenskega dela je Mrzli vrh (1358 metrov nadmorske višine).
O navezanosti na goro Matajur opevajo tudi Beneški Fantje v svojih domoljubnih pesmih.

## Dostopi
Dostop na goro Matajur je možen z avtomobilom z izhodiščem v vasi Idrsko do vasi Livek, ki se nahaja na pobočju gore. Pohod iz vasi Livek do vrha Matajurja je dolg 10 km. 